# 富平洞 (釜山廣域市)
富平洞（：／ Bupyeong dong */?），是大韩民国的行政洞，由釜山广域市中区负责管辖，位于中区西南部，2011年人口5,414。